# Nautaskjer
Nautaskjer est une île norvégienne du comté de Vestland appartenant administrativement à Etne.

## Description
Rocheuse et couverte d'une légère végétation, elle s'étend sur environ 136 m de longueur pour une largeur approximative de 57 m. 